# (61384) Arturoromer
(61384) Arturoromer est un astéroïde de la ceinture principale.

## Description
(61384) Arturoromer est un astéroïde de la ceinture principale. Il fut découvert le 22 août 2000 à Gnosca par Stefano Sposetti. Il présente une orbite caractérisée par un demi-grand axe de 2,41 UA, une excentricité de 0,20 et une inclinaison de 2,2° par rapport à l'écliptique.

## Compléments